# Shabbat Hazon
Pour les articles homonymes, voir Hazon.
Shabbat Hazon (hébreu : שבת חזון le chabbat de la vision), aussi appelé shabbat noir, est le chabbat précédant (ou coïncidant quelquefois avec) le 9 av.
Il est ainsi nommé du fait de sa haftara (section des Livres prophétiques), Hazon Yeshayahou ben Amotz (« Vision d'Isaïe fils d'Amotz ») dans chapitre 1 du Livre d'Isaïe.  Celle-ci est la dernière des tlata depouranouta, sections prophétiques lues au cours des trois semaines et choisies non pour leur lien thématique avec la section de la Torah qui a été lue mais parce qu'elles contiennent les prophéties de la fin du Temple de Salomon (les deux Temples de Jérusalem ont été détruits au cours de la deuxième semaine du mois d’av).

## Shabbat Hazondans les sources juives
Le chabbat devant donner lieu à tous les plaisirs permissibles tandis que le 9 av devrait être observé par toutes les marques de deuil concevables, la question d’un chabbat coïncidant avec ou précédant le 9 av fait l’objet d’une discussion dans le Talmud : une tradition orale qui n’a pas été consignée dans la Mishna énonce que dans pareils cas, l’on mange et boit à satiété, et le repas peut même être comme un festin de Salomon en son heure (ma’alè al shoul’hano afilou kèsèoudat Shlomo bèsha’ato) ; en revanche, il est interdit de se couper les cheveux et de faire sa lessive depuis le début du mois jusqu’au jour du jeûne selon Rabbi Meïr, pendant tout le mois selon Rabbi Yehouda et pendant ce seul chabbat selon Rabban Shimon ben Gamliel (T.B. Ta'anit 29b).
Ce chabbat n’est cependant pas nommé car la coutume des tlata depouranouta n’apparaît que dans la Pessiqta deRav Kahana, environ trois siècles après cette tradition. Quelques siècles plus tard, le cycle babylonien de lecture de la Torah en un an est érigé en norme, et le shabbat Hazon a toujours lieu lors du chabbat au cours duquel on lit la première section du Livre du Deutéronome.

### Le deuil àShabbat Hazon
Le caractère particulier de ce chabbat au cours duquel les manifestations de deuil sont, par définition, proscrites alors que l'on doit porter d'autre part le deuil des Temples, apparaît chez les auteurs médiévaux, en particulier ceux d'Ashkenaz. Ainsi, si le rabbin Ahaï Gaon, un décisionnaire du VIIIe siècle avait autorisé (sur base de Ta'anit 29b) la tenue d'un repas complet lors du shabbat hazon, même lorsqu'il a lieu la veille du 9 av, il était de coutume à Spire, selon Eleazar de Worms, dernier des piétistes médiévaux, d'interdire la viande mais de se permettre des œufs lors du dernier repas avant le jeûne, alors que celui-ci ne se composait que de fruits et de pain sec en semaine. Le Meïri, décisionnaire catalan du XIIIe siècle, suivait quant à lui l'opinion de Rav Ahaï. 
Le Sefer Maharil signale diverses coutumes visant à rendre les habits de chabbat moins beaux et seyants qu'à l'ordinaire (elles n'avaient pas cours lors d'occasions joyeuses, comme une circoncision) ; le Maharil lui-même ne se lavait que la tête à l'eau froide (le Teroumat Hadeshen autorise de le faire à l'eau chaude), conservait ses habits de semaine (ainsi que son châle de prière), expliquant qu'il ne s'agissait pas d'une marque visible de deuil (puisqu'on pourrait supposer que la personne ne possède pas de beaux habits), omettait plusieurs passages joyeux de la liturgie, ne récitait la bénédiction de la lune qu'une semaine plus tard et interdisait les rapports conjugaux.
Certaines autorités ultérieures, dont le Maharshal, déplorent la sévérité de ces coutumes qui dépasse de loin celle des Sages de la Mishna et des Talmuds et le fait qu'elles soient déjà trop répandues en leur temps pour être interdites. La baignade la veille de shabbat hazon demeure interdite pour le cas où le 9 av aurait lieu dimanche. Cependant, il ressort de certains responsa, dont l'un demande ce qu'il convient de faire des restes de viande cuite en l'honneur de shabbat hazon, que d'aucuns autorisent la viande en ce jour. Par ailleurs, le Hakham Tzvi, grand-rabbin ashkénaze d'Amsterdam, revêt ses habits de chabbat comme à l'ordinaire car, étant entouré de séfarades, il paraîtrait porter le deuil public s'il appliquait la coutume ashkénaze
En effet, les décisionnaires séfarades se montrent généralement plus indulgents sur les restrictions et marques de deuil mais encouragent l'austérité. Ainsi, les communautés syriennes utilisent pour leur liturgie le maqam hijaz aux tonalités sombres, en lieu et place du maqam rast qui devrait être utilisé pour signaler le commencement d'un nouveau Livre du Pentateuque (le Livre du Deutéronome en l'occurrence).

### Shabbat Hazontombant le 9 av
Une autre question se pose lorsque shabbat hazon a lieu le 9 av lui-même, étant donné qu'il est interdit de jeûner et se lamenter à chabbat mais que le 9 av  est trop important pour être purement et simplement aboli. De l'avis de tous, le jeûne doit être repoussé au lendemain ; les décisionnaires ashkénazes, d'ordinaire rigoureux, autorisaient aussi de laver des habits en l'honneur du chabbat le jeudi. Ils continuaient cependant d'interdire les rapports conjugaux et d'autres signes de joie trop importants.

## Observances deshabbat Hazon

### Observances générales
Il est permis, par égard à la dignité du chabbat, de mettre des vêtements (chemises et chaussettes) de lin, d'étendre du linge blanc sur les tables et de changer de serviettes mais il est interdit d'étendre des draps blancs ; selon la coutume ashkénaze, il est préférable de faire boire à un enfant le vin de havdala à l'issue du chabbat mais les séfarades permettent au père de famille de le faire.
À la veille de shabbat Hazon, les ashkénazes interdisent de se laver à l'eau chaude, à l'exception de la figure, des bras et des jambes ; l'usage varie chez les séfarades, ceux de Bagdad et de Salonique étant rigoureux tandis que ceux d'Israël et la plupart des autres se montrent indulgents à ce sujet.
À la synagogue, on change le rideau de l'arche et les autres revêtements (de la table de lecture, des rouleaux de Torah, etc.). Il est d'usage, dans les communautés ashkénazes et certaines séfarades, d'attribuer au rabbin le maftir et la haftara parce qu'il est capable de les lire sur le ton des kinot ; d'aucuns y voient une manifestation publique de deuil et l'interdisent.

### Observances pour leshabbat Hazontombant le 8 ou le 9 av
Lorsque shabbat Hazon a lieu le 8 ou le 9 av, il n'y a pas de restriction sur la viande et le vin, même lors du troisième repas (le Maguen Avraham interdit tout de même de s'attabler lors du troisième repas à un banquet offert par des amis) ; les coutumes de deuil, comme l'interdiction pour trois personnes de prendre leur repas ensemble, n'ont pas davantage cours avant le crépuscule. Si le 9 av a lieu à chabbat, le Rem"a (mais non Yosseph Caro) interdit les rapports conjugaux sauf si la femme revient du bain rituel après avoir complété sa période d'impureté menstruelle.
La marque du 9 av doit se faire ressentir dans la liturgie : on lit le av harahamim (rédigé à la suite des massacres des Juifs lors des croisades) et on ne lit pas tzidkatekha tzedek l'après-midi, le 9 av étant appelé moëd (« temps fixé », terme employé pour le chabbat, les fêtes et autres jours saints) dans le Livre des Lamentations. L'étude de la Torah doit se limiter, selon le Rem"a, à des passages tristes (outre l'étude de la section de lecture hebdomadaire) et est interdite l'après-midi si shabbat hazon a lieu la veille du 9 av. Les passages liturgiques relatifs à la construction du Temple sont omis et on ne bénit pas ses enfants.
La havdala (cérémonie de séparation entre le chabbat et les jours profanes) ne peut se faire que sur les lumières du feu : la coupe de vin ne peut être bue qu'à l'issue du jeûne, le lendemain (il est interdit de goûter à quoi que ce soit avant de l'avoir fait), et les épices constituent un plaisir, ce qui est défendu (puisque l'on « sort » du chabbat) ; il est impératif de faire la bénédiction de la havdala (« Celui qui différencie le saint du profane ») avant d'effectuer toute activité. Lorsqu'une circoncision a lieu le dimanche, il est permis au père, à la mère, au circonciseur et à celui qui tient l'enfant de réciter la prière de l'après-midi une demi-heure après la mi-journée et d'interrompre le jeûne à ce moment.
À l'issue du jeûne, il est interdit, selon les ashkénazes, de manger de la viande et boire du vin (outre le verre de havdala) avant le lendemain. Il est cependant permis de se laver et de se raser, de l'avis de tous.